# Русские Найманы
Русские Найманы — село в Большеберезниковском районе Мордовии. Входит в состав Большеберезниковского сельского поселения.

## География
Расположены в 9 км от районного центра и 37 км от железнодорожной станции Чамзинка.

## Название
Название-антропоним: найманы — одно из тюркских племён, совершавших набеги на мордовские земли и проживавших на них длительное время.

## История
В актовом документе 1766 года в Саранском уезде упоминаются «покидные пустые мордовские земли деревни Новых Найман», на их месте позднее основаны Русские Найманы.
В 1780 году, при создании Симбирского наместничества, сельцо Найманы вошло в состав Котяковского уезда. С 1796 года — в Карсунском уезде Симбирской губернии. 
В «Списке населённых мест Симбирской губернии» (1863) Найман — сельцо владельческое из 153 дворов Карсунского уезда.
В 1870 году, прихожанами при содействии землевладельца Валериана Платоновича Пуколова, был построен деревянный храм. Престолов в нём два: главный — в честь Рождества Христова и придельный — в честь Рождества Пресвятые Богородицы. 
На 1900 год прихожан в с. Найманах в 232 дворах жило: 717 м. и 789 ж. Школ две: земская и церковная школа грамоты (открыта в 1895 г.), помещается в церковном доме. 
В 1935 году создан колхоз им. Первого Мая, позднее «Красная Поляна», 1977 — «Труд», с 1997 — подсобное хозяйство ОАО «Лисма».
В современном селе — библиотека, ДК, отделение связи.

## Население
| 2002 | 2010 |
| ---- | ---- |
| 831  | ↘717 |

Национальный состав
Согласно результатам Всероссийской переписи населения 2002 года, в национальной структуре населения русские составляли 97 %.

## Источник
- Энциклопедия Мордовия, Е. Е. Учайкина.